# JFK Ventspils

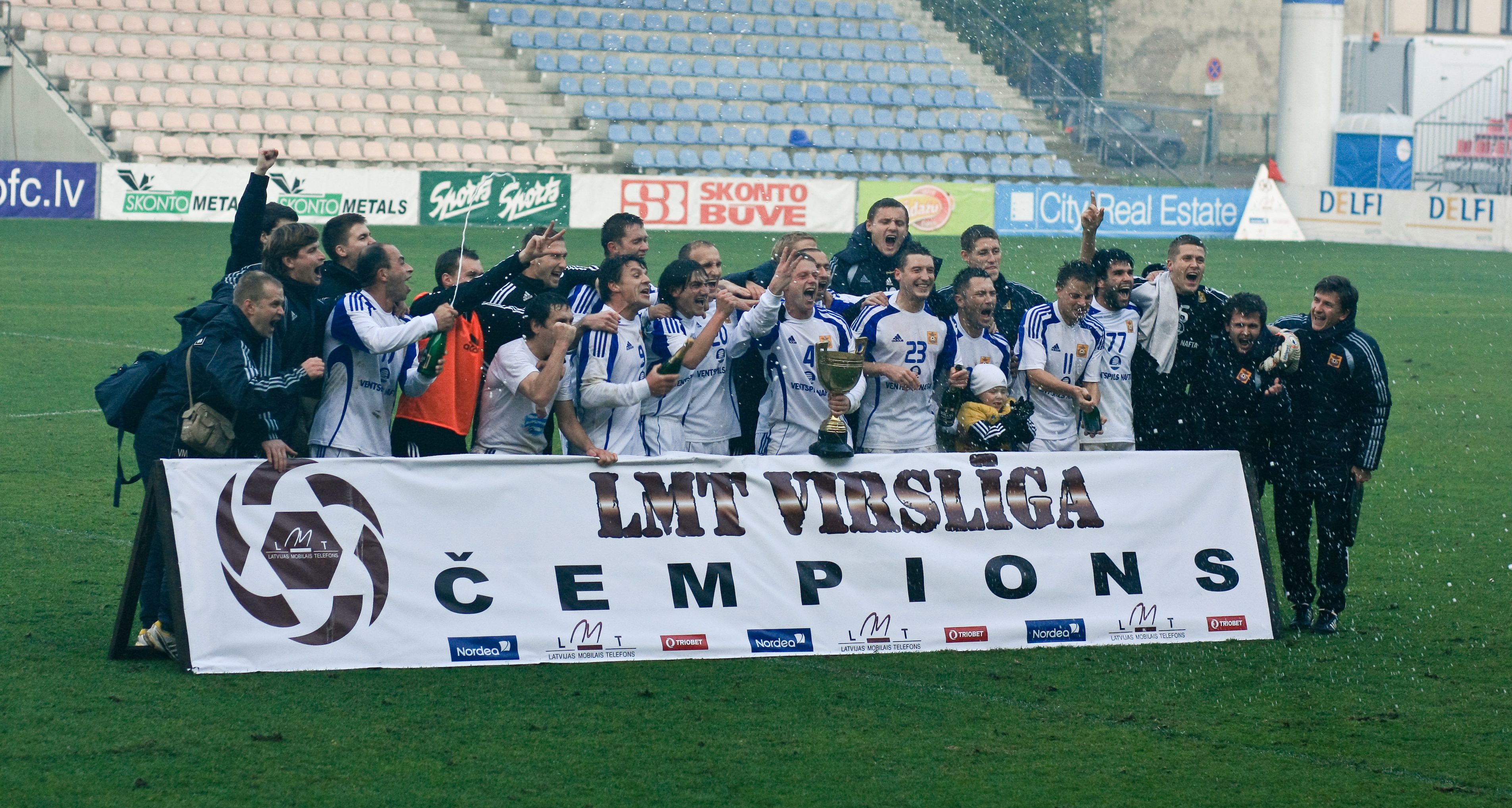
Kampioen in 2008

JFK Ventspils is een Letse voetbalclub uit Ventspils, een stad in het noordwesten van het land. De fusieclub werd in 1997 opgericht. De traditionele kleuren zijn geel en blauw.

## Geschiedenis
De club werd in 1997 opgericht na een fusie tussen Venta en Nafta en startte meteen in de hoogste klasse nadat Vecriga Riga zich terugtrok. De club werd vierde en de volgende twee seizoenen werd de derde plaats bereikt. In 2000 werd Ventspils tweede achter Skonto Riga. Ook de volgende twee seizoenen werd die plaats behaald. Van 2003 tot 2005 werd dan de derde plaats bereikt en won de club ook in die drie seizoenen de beker. In 2006 kroonde FK Ventspils zich voor het eerst tot landskampioen. 
In 2009 werd het de eerste Letse club ooit die zich plaatste voor de groepsfase van een Europees toernooi. In groep D van de UEFA Europa League kwam het uit tegen Hertha BSC, Sporting Portugal en sc Heerenveen. Het eindigde als laatste in de poule, maar speelde tegen alle drie de clubs een keer gelijk.
Op 9 juni 2021 kreeg FK Ventspils van de UEFA een hoge straf vanwege (poging tot) fraude, omkoping en corruptie. Dit in relatie tot de wedstrijd tegen Girondins Bordeaux in de UEFA Europa League 2018/19. Tot en met 2027/28 is de club uitgesloten van Europees voetbal. 
Overigens trok de club zich datzelfde jaar terug uit de Virslīga. De voetbalactiviteiten gaan door, maar het standaardteam zal in de 3. līga gaan spelen, het vierde niveau. De naam werd gewijzigd naar JFK Ventspils. Er werden twee promoties op rij bewerkstelligd, waardoor het in 2023 in de 1. līga zou spelen.

## Erelijst
- Landskampioen

Winnaar: 2006, 2007, 2008, 2011, 2013, 2014
- Beker van Letland

Winnaar: 2003, 2004, 2005, 2007, 2011, 2013, 2017
- GOS beker

Finalist: 2007

## Eindklasseringen
| 4 |

| 3 |

| 3 |

| 2 |

| 2 |

| 2 |

| 3 |

| 3 |

| 3 |

| 1 |

| 1 |

| 1 |

| 2 |

| 2 |

| 1 |

| 3 |

| 1 |

| 1 |

| 3 |

| 3 |

| 4 |

| 2 |

| 3 |

| 4 |

| 1 |

| 1 |

| 9 |

| Virslīga | 1. līga | 2. līga |

## In Europa
FK Ventspils speelt sinds 1999 Europees voetbal in diverse competities. Hieronder staan de competities en in welke seizoenen de club deelnam:
Champions League (6x)
2007/08, 2008/09, 2009/10, 2012/13, 2014/15, 2015/16
Europa League (9x)
2009/10, 2010/11, 2011/12, 2013/14, 2016/17, 2017/18, 2018/19, 2019/20, 2020/21
UEFA Cup (7x)
2000/01, 2001/02, 2002/03, 2003/04, 2004/05, 2005/06, 2006/07
Intertoto Cup (1x)
1999

## Bekende (oud-)spelers
- Kaspars Dubra
- Zoerab Mentesjasjvili